# Leon Hattori
Leon Hattori (japanisch 服部 レオン; * 1998 in Sapporo) ist ein deutsch-japanischer Jazzmusiker (Piano, Komposition).

## Leben und Wirken
Hattori wuchs in Japan, Deutschland und Neuseeland auf und begann früh mit dem Klavierspiel. Während seiner Schulzeit in Neuseeland erhielt er 2015 und 2016 mehrere Preise beim Nachwuchswettbewerb National Youth Jazz Competition als Pianist und Komponist. Zwischen 2018 und 2022 absolvierte er den Bachelor Jazzpiano an der Hochschule für Musik und Tanz Köln bei Florian Ross, Hubert Nuss und Jürgen Friedrich, wo er anschließend im Masterstudiengang war. 2020/21/22 gehörte er zum Bundesjazzorchester und war an dessen Album 35 Years beteiligt.
Mitte 2022 gründete Hattori mit dem Trompeter Chris Mehler, dem Saxophonisten Adrian Gallet sowie Calvin Lennig und Simon Bräumer sein Quintett, mit dem er 2024 sein Debütalbum Evergreen Forest auf Toy Piano Records veröffentlichte, das zeitgenössischen Jazz „auf meisterhaftem Niveau“ präsentiert. Zudem tritt er als Sideman in unterschiedlichen Besetzungen auch international auf. So arbeitete er mit Julius van Rhee, Linda Oh, Lage Lund, Joey Baron, Ben van Gelder, Donny McCaslin, Anat Cohen und Ursula Wienken. Er ist auch an Alben von Florian Ross (Tunes and Explorations), Roman Fritsch (Postmodern Nostalgia), Mathieu Clement (Coming Home) und Sofia Will (Moguntia) beteiligt.

## Preise und Auszeichnungen
2022 erhielt Hattori den Steinway Förderpreis Jazz in Düsseldorf, 2023 den 3. Platz beim Cologne Jazz Supporters Kompositionswettbewerb für seine Komposition „Euphoria“.